# Филџан вишка
Филџан вишка је пети студијски албум рок групе Забрањено пушење објављен 1997. године у издањима Далас рекордса и Нимфа саунда. Претпродукција албума направљена је у новембру 1996. године у студију Арте у Паризу, а снимљен је у децембру 1996. године у студију Саундбаунд Рент-А-Кау у Амстердаму, те миксан јануара 1997. у студију Тиволи у Љубљани.

## Списак песама
Референца: Discogs
| №   | Назив                   | Аутор(и)              | Аранжман        | Трајање |  |
| 1.  | Халид умјесто Халида    | Давор Сучић           | Сучић           | 5:23    |  |
| 2.  | Пубертет                | Сучић Мирко Срдић     | Јурица Пауновић | 4:25    |  |
| 3.  | Миле Хашишар            | Сучић                 | Сучић           | 3:55    |  |
| 4.  | Можеш имат' моје тијело | Сучић Срдић           | Сучић           | 4:51    |  |
| 5.  | Филџан вишка            | Сучић Брус Спрингстин |                 | 4:25    |  |
| 6.  | Писмо Елвису            | Сучић                 | Сучић           | 2:15    |  |
| 7.  | Опрости ми, папе        | Сучић Зденко Руњић    | Сучић           | 6:21    |  |
| 8.  | Тест за џенет           | Сучић                 | Сучић           | 4:03    |  |
| 9.  | Хајле Селасије          | Сучић Срдић           | Сучић           | 3:56    |  |
| 10. | Балада о Гиги Боснићу   | Сучић                 | Сучић           | 4:58    |  |
| 11. | Кад дернек утихне       | Сучић                 | Сучић           | 4:10    |  |
| 12. | Отпор, Стоко!           | Сучић                 | Сучић           | 3:29    |  |

## Извођачи и сарадници
Пренето са омота албума.

### Забрањено пушење
- Давор Сучић – вокал, гитара, пратећи вокал
- Самир Ћеремида – бас-гитара
- Ђани Перван – бубњеви, пратећи вокал
- Мирко Срдић – вокал, пратећи вокал
- Марин Градац – вокал, тромбон, пратећи вокал
- Сеад Ково – електрична гитара, ритам гитара
- Душан Вранић – клавијатуре, пратећи вокал

### Продукција
- Давор Сучић – продукција, миксање
- Злаја Хаџић "Џеф" – продукција, снимање, мастеринг, миксање (Рент-А-Кау Студио у Амстердаму, Холандија)
- Денис Мујаџић "Денyкен" – продукција, миксање
- Мартен де Боер – инжењеринг звука, мастеринг (Мастерс у Бонтебоку, Холандија)
- Ацо Разборник – миксање (Студио Тиволи у Љубљани, Словенија)
- Предраг Бобић – извршна продукција
- Мирко Срдић – извршна продукција

### Дизајн
- Албино Уршић "Бино" – дизајн
- Борис Кук "Боро" – дизајн
- Милисав "Мио" Весовић – фотографија
- Дарије Петковић – фотографија
- Борис Берц – фотографија

## Занимљивости
Текст обраде песме Опрости ми папе садржи речи Голи и односи се на Голи оток.
Кажу да си с домобрани бија
Црвени те кажу хтили стриљат 

Некако си за живот измоли 

Потказива 'јуде, тира их на Голи